# VDSL
 (mai 2019).
Si vous disposez d'ouvrages ou d'articles de référence ou si vous connaissez des sites web de qualité traitant du thème abordé ici, merci de compléter l'article en donnant les références utiles à sa vérifiabilité et en les liant à la section « Notes et références ».

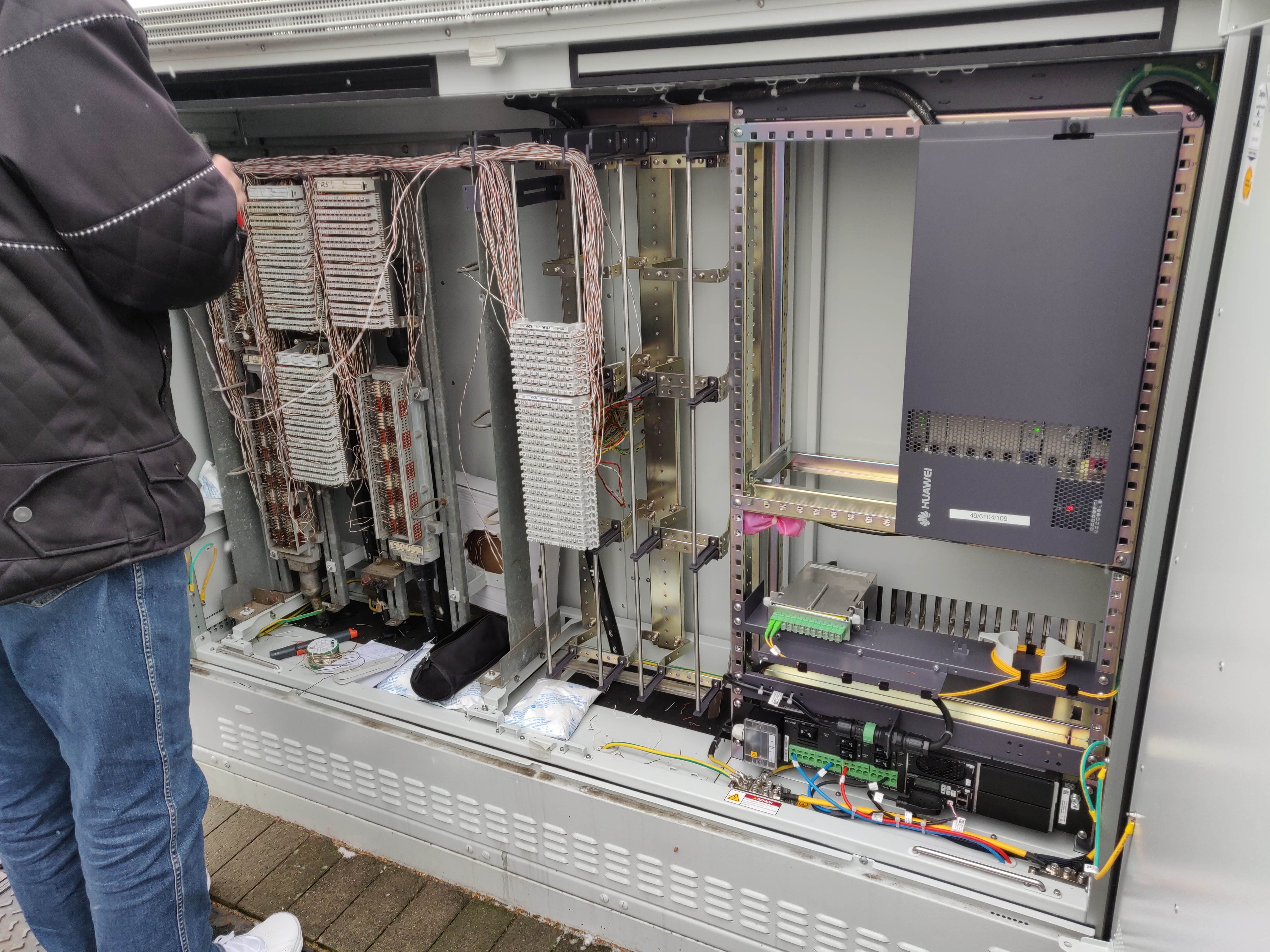
DSLAM connecté à 2 fibres GPON qui fournit des lignes VDSL à 3-4 blocs d'appartements

Le VDSL (de l'anglais Very-high-speed rate Digital Subscriber Line signifiant ligne de transmission numérique à très haute vitesse) est une technique de télécommunication de type xDSL (signaux transmis sur une paire de cuivre, simultanément et sans interférence avec la voix téléphonique). Elle permet d'atteindre des débits de 13 à 55,2 Mbit/s dans un sens et de 1,5 à 8 Mbit/s dans l'autre ou, si l'on veut en faire une connexion symétrique, un débit de 34 Mbit/s. Le VDSL est un protocole de couche 1 (Physique) selon le modèle OSI.
Dans sa version 2 (VDSL2), cette technique permet d’atteindre des débits de 100 à 200 Mbit/s selon la distance.

## VDSL en réseau simple
Le VDSL est une technique de réseau, qui peut être utilisée au sein d'un réseau domestique ou dans un immeuble. Cette technique permet d'établir des connexions réseau à haut débit sans déployer de câblage dédié : il suffit d'utiliser des installations téléphoniques existantes.
Il est possible de déployer le VDSL dans des immeubles, des hôtels, des hôpitaux, etc. en utilisant un boîtier répartiteur à la racine du réseau téléphonique, et un boîtier client (modem VDSL) au niveau de chaque prise de téléphone, lui adjoignant ainsi une prise RJ45.
Pour une utilisation personnelle (pavillon ou appartement), il est possible d'utiliser le VDSL pour raccorder deux points distants, soit parce que la distance excède les 100 mètres permis par les réseaux Ethernet, soit parce que l'installation téléphonique existe, mais que le déploiement de câbles Ethernet pose un problème de coût ou de faisabilité. On appelle cela un « pont VDSL ». Dans ce cas, on utilise une installation basée sur une interface serveur à une extrémité du fil téléphonique, et une interface client à l'autre extrémité. Chaque boîtier est relié à un réseau Ethernet par un connecteur RJ45. Le montage est invisible pour les utilisateurs, qui voient l'autre partie du réseau comme s'ils y étaient raccordés par un câble Ethernet classique. Pour cet usage, on utilise un VDSL symétrique, avec un débit de 5, 10, 15, 18 ou 34 Mbit/s, selon la distance, qui peut atteindre 1,5 km.
Parmi les fabricants d'interfaces VDSL, on trouve Technicolor, DrayTek, ZyXEL, MRV (en), SMC Networks, Allied Telesis, RAD (en), EtherWAN et Motorola.

## Utilisation pour le raccordement à Internet
Par rapport à l’ADSL2+, le VDSL permet un gain en débit pour les abonnés situés à moins de 1 000 mètres du DSLAM. Pour permettre aux abonnés plus éloignés du répartiteur général de bénéficier des avantages du VDSL, on doit déployer du FTTN (Fiber to the Neighborhood), c’est-à-dire amener la fibre optique jusqu'à chaque quartier, avec implantation de DSLAM au niveau des sous-répartiteurs, solution alternative et nettement moins coûteuse que le déploiement de la fibre jusqu’à l'usager dite FTTH (Fiber to the Home). Pour fournir un service à haut débit pour les abonnés situés à une plus longue distance du DSLAM, plusieurs opérateurs ont commencé à déployer des réseaux d'accès hybrides qui combinent la 4G avec VDSL ou même ADSL.
Le VDSL a d'abord été utilisé en Corée du Sud et a été déployé par Romtelecom (en) en Roumanie, puis s'est développé dans de nombreux pays.
Le VDSL2 est utilisé en Belgique par Proximus pour transporter jusqu'à trois flux HD pour la TV, en plus d'un canal pour Internet de 100 Mbit/s (via 28.000 ROP "Remote Optical Platform" en mode vectorisé). En Suisse, l'opérateur historique, Swisscom, est en train de systématiser le VDSL sur tous ses nouveaux abonnements.
En France depuis fin 2002, la société Erenis déployait dans Paris un réseau dont la partie terminale dans les immeubles utilise le VDSL. Les immeubles sont raccordés en fibre optique et le VDSL permet de proposer jusqu'à 100 Mbit/s à l'abonné, en réutilisant la partie terminale du câblage téléphonique existant. À la fin 2006, ce réseau était présent dans douze arrondissements parisiens ainsi qu'à Asnières-sur-Seine et couvrait environ 150 000 logements.

## Interférences avec les appareils téléphoniques
Comme l'ADSL, le VDSL doit être isolé des appareils de téléphonie (répondeurs, etc.). Souvent, le modem VDSL sert lui-même de filtre, s'intercalant entre la prise murale et le réseau téléphonique. S'il existe d'autres périphériques téléphoniques sur la ligne, il faut les isoler par un filtre VDSL. En pratique, un filtre ADSL fait très bien l'affaire.

## VDSL2
Le VDSL2 est le successeur du VDSL. Parmi les améliorations notables, la vitesse passe à 100 Mbit/s en full-duplex jusqu'à 500 mètres de distance, et la distance maximale entre l'abonné et le DSLAM est portée à 3 500 mètres.

## Évolutions
- G.fast qui permet une montée en débit pour des distances inférieures à 500 mètres, jusqu’à 500 Mbps à 100 mètres.